# Lijst van voetbalinterlands Tadzjikistan - Vietnam
Deze lijst van voetbalinterlands is een overzicht van alle officiële voetbalwedstrijden tussen de nationale teams van Tadzjikistan en Vietnam. De landen speelden tot op heden twee keer tegen elkaar. De eerste ontmoeting, een kwalificatiewedstrijd voor het Wereldkampioenschap voetbal 1998, werd gespeeld in Doesjanbe op 4 mei 1997. Het laatste duel, de returnwedstrijd in dezelfde kwalificatiereeks, vond plaats op 1 juni 1997 in Ho Chi Minhstad.

## Wedstrijden
| № | Plaats          | Datum       | Competitie           | Wedstrijd              | Uitslag |
| - | --------------- | ----------- | -------------------- | ---------------------- | ------- |
| 1 | Doesjanbe       | 4 mei 1997  | WK 1998 kwalificatie | Tadzjikistan – Vietnam | 4 – 0   |
| 2 | Ho Chi Minhstad | 1 juni 1997 | WK 1998 kwalificatie | Vietnam – Tadzjikistan | 0 – 4   |

## Samenvatting
| Competitie      | Totaal gespeeld | Winst Tadzjikistan | Gelijk | Winst Vietnam | Doelsaldo Tadzjikistan – Vietnam |
| --------------- | --------------- | ------------------ | ------ | ------------- | -------------------------------- |
| WK-kwalificatie | 2               | 2                  | 0      | 0             | 8 − 0                            |
| Totaal          | 2               | 2                  | 0      | 0             | 8 − 0                            |

TFF · A-internationals · Tadzjieks vrouwenelftal
1994 – 1999 ·
2000 – 2009 ·
2010 – 2019 ·
2020 − 2029
Afghanistan ·
Australië ·
Azerbeidzjan ·
Bahrein ·
Bangladesh ·
Bhutan ·
Brunei ·
Cambodja ·
China ·
Estland ·
Filipijnen ·
Guam ·
Hongkong ·
India ·
Irak ·
Iran ·
Japan ·
Jemen ·
Jordanië ·
Kazachstan ·
Kirgizië ·
Koeweit ·
Libanon ·
Macau ·
Malediven ·
Maleisië ·
Mongolië ·
Myanmar ·
Nepal ·
Noord-Korea ·
Oeganda ·
Oezbekistan ·
Oman ·
Pakistan ·
Palestina ·
Qatar ·
Rusland ·
Saoedi-Arabië ·
Singapore ·
Sri Lanka ·
Syrië ·
Thailand ·
Trinidad en Tobago ·
Turkmenistan ·
Verenigde Arabische Emiraten ·
Vietnam ·
Wit-Rusland ·
Zuid-Korea
VFF · 
A-internationals · 
Vietnamees vrouwenelftal
1991 – 1999 ·
2000 – 2009 ·
2010 – 2019 ·
2020 − 2029
Afghanistan ·
Albanië ·
Australië ·
Bahrein · 
Bangladesh · 
Bosnië en Herzegovina · 
Cambodja · 
China · 
Curaçao ·
Estland · 
Filipijnen · 
Guam · 
Guinee ·
Hongkong · 
India · 
Indonesië · 
Irak ·
Iran · 
Jamaica · 
Japan ·
Jemen · 
Jordanië ·
Kazachstan · 
Kirgizië ·
Koeweit · 
Laos · 
Libanon · 
Macau · 
Malediven · 
Maleisië · 
Mongolië · 
Mozambique ·
Myanmar · 
Nepal · 
Noord-Korea ·
Oezbekistan · 
Oman · 
Palestina ·
Qatar ·
Rusland ·
Saoedi-Arabië · 
Singapore · 
Sri Lanka · 
Syrië · 
Tadzjikistan · 
Taiwan · 
Thailand · 
Turkmenistan · 
Verenigde Arabische Emiraten · 
Zimbabwe · 
Zuid-Korea